# Vestul mijlociu al Statelor Unite ale Americii
Acest articol se referă la regiunea cunoscută ca Midwestern din SUA. Pentru zone cu nume similare din Brazilia, vedeți Regiunea Centru-Vest, Brazilia, respectiv pentru zona Mid West a Australiei de Vest, vedeți Regiunea Mid West, Australia.

Midwest indicată de harta oficilă a U.S. Census Bureau de la www.censuc.gov.

Vestul mijlociu al Statelor Unite ale Americii, conform [The] Midwestern United States, sau pe scurt, Midwest, este o zonă a Statelor Unite care cuprinde statele central-nordice ale țării, mai exact statele următoare Ohio, Indiana, Michigan, Illinois, Wisconsin, Iowa, Kansas, Missouri, Minnesota, Nebraska, Dakota de Sud și Dakota de Nord. 
Este interesant că atât centrul geografic cât și cel de populație (care este acum în Missouri) al Statelor Unite continentale se găsesc în Midwest. Biroul de Recenzie al SUA divide această regiune în zona numită East North Central States (de fapt, statele din zona Marilor Lacuri) și West North Central States (de fapt, statele zonei Marilor Câmpii, Great Plains). 
Termenul Midwest este intrat în vocabularul curent pentru mai bine de un secol. Alte desemnării ale zonei, așa cum au fost Nordvestul ("Northwest") ori chiar Vechiul Nordvest ("Old Northwest" derivat din Northwest Territory), America de Mijloc ("Mid-America") sau Inima Țării ("Heartland") au fost din ce în ce mai puțin sau chiar deloc folosite. De la apariția influentei cărți Middletown, în 1929, sociologiștii au utilizat adesea termenul de Midwest, atât ca substantiv cât și ca adjectiv, desemnând nu doar zona în sine, dar și orașele, cultura, un anume stil, și, într-un mod generalizat, lucruri care ar fi comune "întregii națiuni".